# Domnom-lès-Dieuze
Domnom-lès-Dieuze è un comune francese di 104 abitanti situato nel dipartimento della Mosella nella regione del Grand Est.

## Società

### Evoluzione demografica
Abitanti censiti